# Maja e Shnikut
Maja e Shnikut är ett berg i Albanien.   Det ligger i prefekturen Qarku i Shkodrës, i den norra delen av landet, 130 km norr om huvudstaden Tirana. Toppen på Maja e Shnikut är 2 206 meter över havet, eller 115 meter över den omgivande terrängen. Bredden vid basen är 0,39 km.
Terrängen runt Maja e Shnikut är huvudsakligen bergig, men norrut är den kuperad.   Runt Maja e Shnikut är det ganska tätbefolkat, med 96 invånare per kvadratkilometer.. 
Trakten runt Maja e Shnikut består i huvudsak av gräsmarker.